# Gakutlo
Gakutlo è un villaggio del Botswana situato nel distretto di Kweneng, sottodistretto di Kweneng East. Il villaggio, secondo il censimento del 2011, conta 1.350 abitanti.

## Località
Nel territorio del villaggio sono presenti le seguenti 1 località:
- Gakutlo Lands di 481 abitanti